# لینه (گیاه)
لینه (نام علمی: 'Linnaea borealis') نام یک سرده از تیرهٔ آقطیان است. این گل بسیار مورد علاقهٔ کارل لینه بنیان‌گذار قانون بین‌المللی نام‌گذاری جانوری بود و نام گیاه از نام این دانشمند گرفته شده‌است.
لینه گل ملی کشور سوئد است.